# Campo di concentramento di Moringen
Il campo di concentramento di Moringen (in tedesco: KL-Moringen) tra l'aprile 1933 e l'aprile 1945 identificò tre campi di concentramento in successione nella città di Moringen. Il KL-Moringen, stabilito nel centro della città sul sito delle ex case di lavoro del XIX secolo (in tedesco: Landeswerkhäuser), originariamente ospitò per lo più detenuti politici: dal novembre 1933 al marzo 1938 ospitò un campo di concentramento femminile; dal giugno 1940 all'aprile 1945 fu un carcere minorile. In totale, a Moringen furono prigioniere 4300 persone; si stima che circa il 10% sia morto nel campo.

## Il ricovero Moringen, 1730-1933
La storia della reclusione a Moringen risale ad un orfanotrofio fondato nel 1738 o nel 1732. Nel 1818 il Regno di Hannover rilevò la proprietà per farne una prigione. Nel 1838 ospitò un "ricovero della polizia" per uomini e donne "depravati e pericolosi" come vagabondi, prostitute e mendicanti; nel 1885, quando il regno fu incorporato nell'impero tedesco, fu ribattezzato "casa di lavoro provinciale".
Nel 1890 la capacità della struttura raggiunse gli 800 detenuti, anche se l'organico effettivo oscillava in base alle condizioni economiche e alla disoccupazione. L'ala femminile fu istituita nel 1909. La struttura operò durante gli anni della Repubblica di Weimar, anche se il numero dei detenuti si ridusse a circa cento individui e divenne gradualmente una struttura di assistenza a scopo sociale piuttosto che una prigione.
Al momento dell'ascesa al potere dei nazisti, il luogo offriva rifugio a circa 150 detenuti; tutte le officine prussiane, colpite dalla grande depressione, ne ospitavano complessivamente circa un migliaio.
L'educatore Hugo Krack, nato nel 1888, divenne direttore del KZ-Moringen nel 1930, lo diresse fino al 1954, rimanendo come direttore del KZ-Moringen negli anni '30.

## Il campo maschile per oppositori politici, aprile-novembre 1933
Gli arresti degli oppositori politici all'inizio del 1933 e la conseguente richiesta di maggiore spazio per i detenuti spinsero gli amministratori di Hannover a liberarsi della struttura di Moringen. Strinsero un accordo con la polizia e quest'ultima ne mantenne il controllo; gli ex detenuti furono confinati in poche stanze, separate dalla struttura principale, ora divenuta "politica". Questa sezione della struttura operò nella sua funzione originaria quasi fino alla fine della seconda guerra mondiale, fornendo asilo temporaneo alle persone inabili al lavoro.
Questo "prematuro" campo di concentramento, uno dei primi istituiti dopo l'ascesa al potere nazista, fu istituito nell'aprile del 1933 per l'internamento degli oppositori politici, in gran parte comunisti e socialdemocratici. Fu presidiato da guardie SA e SS, sebbene inizialmente Krack ne mantenne il controllo dell'intera struttura. Le SS presero il pieno controllo a luglio, a seguito di uno sciopero della fame avvenuto a giugno, interrotto con l'approvvigionamento idrico e l'alimentazione forzata dei prigionieri.
Il campo fu governato da un mix di regole della casa di lavoro e della prigione: le punizioni corporali erano vietate ma, al tempo stesso, le guardie erano autorizzate a sparare a vista ai fuggitivi.
Tutti i prigionieri erano residenti in Bassa Sassonia, allora provincia di Hannover. I primi arrivarono al KZ-Moringen nell'aprile 1933, molti furono amnistiati il 1º maggio 1933 ma il ricambio dei prigionieri rimase alto per tutta l'estate. Secondo l'accordo tra l'amministrazione della struttura e la polizia, la capienza fu fissata a trecento persone, rapidamente raggiunta arrivando a 394 individui in ottobre.
Il campo ospitò principalmente uomini, alcune donne furono tenute in una speciale "sezione di custodia protettiva per le donne": le prime prigioniere arrivarono in giugno e ad agosto il loro numero raggiunse i 26 individui.

## Il campo femminile, ottobre 1933 - marzo 1938
Nell'ottobre 1933, dopo un altro giro di trattative tra l'amministrazione provinciale e il Ministero dell'Interno, Moringen fu designato come unico campo di concentramento ufficiale per le donne. I prigionieri maschi furono gradualmente trasferiti in altre prigioni o campi durante l'estate e l'autunno. Alcuni furono liberati, mentre altri furono trasportati in altri campi; gli ultimi uomini detenuti partirono per il campo di concentramento di Oranienburg nel novembre 1933.
La Gestapo prussiana affittò la struttura dall'amministrazione provinciale e così le SS assunsero il pieno controllo su Moringen anche se Hugo Krack mantenne la sua posizione manageriale e l'amministrazione civile rimase responsabile di garantire condizioni relativamente umane.
La vita a Moringen non fu caratterizzata dalla violenza fisica e dal terrore, ma anzi dalla monotonia e dalla depressione. Il cibo era "assolutamente inadeguato" ma i prigionieri potevano ricevere denaro, pacchi e lettere (comunque soggetti a censura; il diritto è stato collettivamente revocato a titolo di sanzione); avevano tempo, forza e strumenti per mantenere i loro hobby di ricamo e cucito e potevano persino avere i loro armadietti personali (anche se soggetti a controllo).
Non hanno ricevuto uniformi carcerarie e non hanno dovuto indossare distintivi per l'identificazione. A pochi prigionieri ebrei fu proibito di comunicare con gli altri, ma l'applicazione della regola si rivelò impossibile.
Inizialmente, il campo fu occupato dai membri dell'opposizione politica (in tedesco: Schutzhäftlinge), prevalentemente comunisti e testimoni di Geova, ma nel 1936 il sistema "deteneva" anche membri di altri gruppi sociali "indesiderabili". Moringen assorbì le attività sindacali, le donne rientrate dall'emigrazione dal marzo 1935, le prostitute e le accusate di "diffamazione contro lo Stato". Alcuni detenuti sono stati consegnati in un "collasso mentale totale" causato dai precedenti interrogatori.
Il numero delle donne a Moringen fu esiguo fino all'inizio del 1937: 128 nell'ottobre 1933, 141 nel novembre, 75 all'inizio del 1934. Il fatturato rimase elevato. Nel gennaio 1937, la popolazione iniziò ad aumentare in linea con le crescenti repressioni contro i Testimoni di Geova e i "criminali abituali" e raggiunse i 446 nel novembre 1937; 227 di loro erano testimoni di Geova.
Delle 676 prigioniere ricercate di Moringen:
- 310,[20] cioè il 46%, furono i testimoni di Geova[15] dalla Germania orientale;[21] avevano, in media, circa 45 anni;[21]
- il 22% erano comunisti;[15][20]
- il 14% fu arrestato per "osservazioni dispregiative";[15][20]
- il 6%, compreso il sopravvissuto Gabriele Herz che scrisse le sue memorie di vita a Moringen, erano ex emigrati;[15][20]
- il 4% è stato arrestato per violazione delle leggi di Norimberga.[15][20]

I gruppi di prigionieri non furono definiti chiaramente, ad esempio, le donne arrestate per aborti venivano etichettate come "delinquenti professionisti" (per aver accettato la paga per un'attività illegale), ma in seguito la Gestapo le riclassificò come "politiche". Altri avevano più "colpe", ad esempio una persona in particolare era un'ebrea oltre che una lesbica, ma fu effettivamente arrestata per aver spettegolato sulla presunta omosessualità di Hitler. Una lesbica da internare fu la proprietaria di un bar, Elsa Conrad.
Ogni tre mesi Krack denunciava la condotta dei prigionieri alla Gestapo, raccogliendo le informazioni necessarie attraverso conversazioni, interrogatori, le guardie e i suoi stessi informatori tra i prigionieri. Difese alcuni prigionieri e negò simpatia ad altri, in particolare ai testimoni di Geova, considerandoli "ordinati" ma "incurabili"; tuttavia, nel febbraio 1937 raccomandò il rilascio di una testimone di Geova, ammettendo il suo fallimento di lunga data nel riformarla. Anche Krack approvò e, forse, spinse la sterilizzazione obbligatoria dei prigionieri.
Himmler non fu coinvolto negli affari di Moringen fino alla sua visita personale nel maggio 1937. Iniziò una revisione dei campi femminili e nell'ottobre 1937 decise di chiudere Moringen per ricollocare i prigionieri verso un campo più grande e "incomparabilmente peggiore". Il campo di concentramento di Lichtenburg vicino a Torgau (ex campo maschile fondato nel 1933) iniziò ad operare non appena fu convertito in campo femminile nel dicembre 1937; in seguito, molti prigionieri di Lichtenburg furono deportati e successivamente morirono a Ravensbrück, costruito nel 1939. Dei 127000 prigionieri di Ravensbrück, solo 30000 sono sopravvissuti.
A quanto sembra Krack difese le prostitute e gli "asociali" dal trasferimento a Lichtenburg, credendo che, a differenza dei prigionieri politici e religiosi, fossero più adatti alla casa di lavoro piuttosto che ai campi di concentramento. Dopo le prime spedizioni a Lichtenburg, la quota dei testimoni di Geova salì all'89% nel dicembre 1937 (249 su 280 prigionieri).
Nel marzo 1938 il campo di concentramento di Moringen fu chiuso; furono imprigionate fino a 1350 donne nel periodo 1933-1938. Il numero, per mancanza di registrazioni complete, è stato ricostruito in base al fatturato e alla popolazione media; complessivamente sono stati identificati solo 856 nomi. Le discrepanze nei numeri derivano anche dalle registrazioni separate e confuse tra i detenuti del campo di concentramento (SS) e quelli della casa di lavoro (Krack).

## Il campo giovanile, giugno 1940 - aprile 1945
Nel marzo 1940 Heinrich Himmler, preoccupato per la crescente delinquenza giovanile, propose un nuovo sistema di "custodia giovanile"; nell'autunno del 1940 il piano fu accettato dal Ministero della Difesa. Nel giugno 1940, Moringen fu ripopolata di nuovo, questa volta come campo di concentramento giovanile (in tedesco: Jugendschutzlager), che ospitava i prigionieri maschi dai 13 ai 22 anni di età. Le attività punibili andavano dal reale crimine alla musica jazz; in particolare, lo Swingjugend di Amburgo fu un gruppo di persone oggetto di arresti di massa a partire dal giugno 1942: tra 40 e 70 di loro finirono nei campi di concentramento, compreso Moringen. Uno di questi ragazzi, Heinz Lord, sopravvisse all'affondamento del piroscafo Cap Arcona, emigrò negli Stati Uniti e divenne Segretario Generale della World Medical Association; morì all'età di 43 anni per insufficienza cardiaca legata alla prigionia e alle torture.

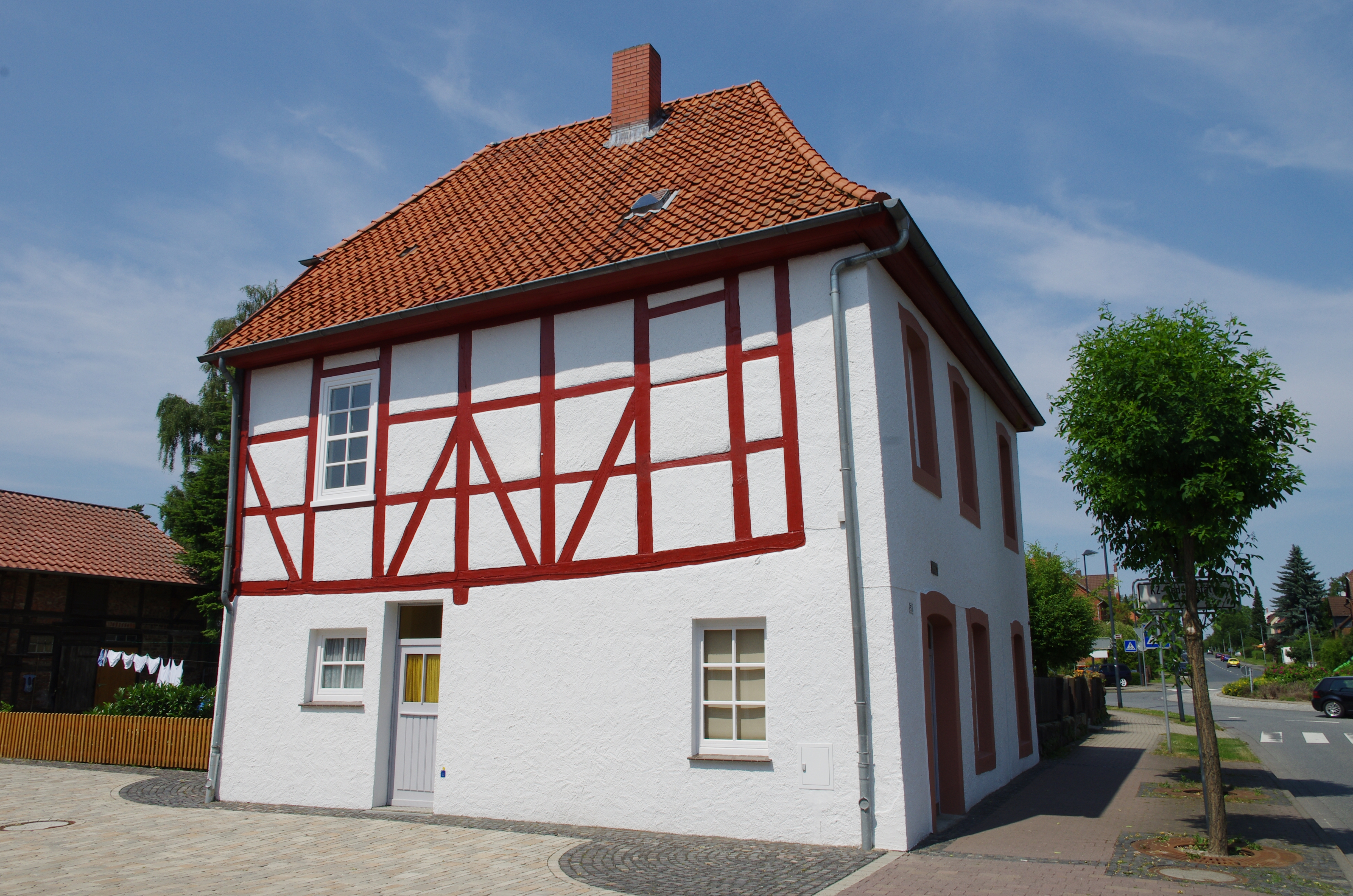
Casa commemorativa nella città di Moringen

Il comandante del campo, SS-Sturmbannführer Karl Dieter fece rapporto al RSHA Reichskriminalpolizeiamt e supervisionò una forza di 85 guardie SS. Il sistema di "custodia giovanile" fu creato da Himmler nel 1943 e nel 1944. Altri campi allestiti secondo lo stesso modello furono il campo di concentramento di Uckermark, vicino a Ravensbrück, per ragazze e giovani donne; il Polen-Jugendverwahrlager Litzmannstadt a Łódź per i giovani polacchi (istituito nel 1942 per impedire la mescolanza di polacchi e tedeschi negli stessi campi), dove morirono circa 500 persone; a Weissensee nel settembre 1943, e a Volpriehausen nel luglio 1944.
Moringen divenne il primo campo giovanile in cui i prigionieri furono assegnati alle baracche in base alle loro caratteristiche biologiche secondo la teoria dell'igiene razziale di Robert Ritter. Le baracche furono progettate con cura per adattarsi allo schema della teoria del "criminalmente-biologico" di Ritter. I prigionieri poterono sperare di essere liberati a condizione che avanzassero nel sistema fino a raggiungere il Block der Erziehungsfähigen - una caserma per i "pronti per il congedo", di solito per il servizio militare. Nell'ottobre 1943 fu liberato il primo gruppo, 26 dei 276 prigionieri, di cui cinque al Reichsarbeitsdienst. Coloro che non "progredirono" sufficientemente con soddisfazione delle autorità furono relegati in caserma per "fastidio" e "incapacità". La maggior parte fu sterilizzata e mandata in campi di concentramento "ordinari" il giorno del suo diciottesimo compleanno.
Il sistema pensato da Himmler alla fine non riuscì a produrre l'effetto deterrente desiderato e "l'opposizione asociale-criminale piuttosto che politica" (nelle parole di Himmler) le "cricche" o le bande di giovani continuarono a diffondersi. Quando gli Alleati liberarono il campo il 9 aprile 1945, circa 1400 ragazzi erano già passati attraverso il campo. Il numero esatto delle vittime rimane sconosciuto, ma si sa che 56 persone sono morte all'interno del campo.

## Eventi successivi
Nel 1945, il sito di Moringen fu riutilizzato come campo profughi per i polacchi e nel 1948 tornò ad essere una casa di lavoro provinciale. Oggi è una casa commemorativa dell'Olocausto, la KZ-Gedenkstätte, istituita nel 1993, dove è presente una mostra permanente.